# 滋野清武
滋野 清武（しげの きよたけ、1882年10月6日 - 1924年10月13日）は、明治・大正期の飛行家である。父・滋野清彦の男爵を襲爵。「欧州の空で戦った侍飛行家」とも評され、フランス陸軍航空隊のエース部隊のパイロットとして活躍しレジオン・ドヌール勲章、クロワ・ドゥ・ゲール勲章を受勲。通称をバロン滋野。

## 生涯
1882年10月6日、男爵滋野清彦の三男として名古屋に生まれた（東京生まれとも）。1896年に父を亡くし13歳で襲爵。父の軍功に応えるべく、学習院を中退して広島陸軍地方幼年学校に入学するが、生来芸術家肌であったために神経衰弱を患って中退する。千葉県安房郡館山町上須賀の別荘で遊興したのち、家庭教師だった山田耕筰の勧めで上野の東京音楽学校予科に入学し、本科器楽科でコルネットを習得した。1908年に音楽学校で知り合った子爵清岡公張の三女・和香子と結婚。長女・露子をもうけるも、結婚わずか2年で和香子は病没した。

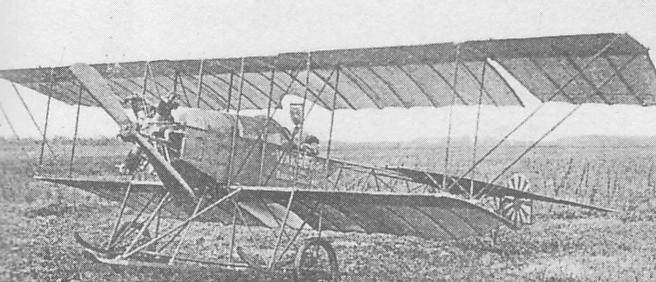
和香鳥号に搭乗した滋野清武

1910年12月、妻和香子を亡くした後に渡仏する。本来の目的は音楽を勉強することだったが、パリの音楽学校在学中にライト兄弟たちの活躍による飛行機熱に呑み込まれる。ヴォワザンの飛行学校、次いでジュヴィジーの飛行学校、ドュマゼル・コードロン飛行学校へと転校して操縦術等を学び、1912年2月19日、フランスで日本人初の万国飛行免状（アエロ・クラブ）第744号を取得する。1912年、自らが設計し、亡き妻の名を冠した飛行機「和香鳥号」と共に帰国する。当時の日本では、軍主導で航空術が導入される一方、民間においても貴族出身の飛行家が勃興しており、滋野は奈良原三次、伊賀氏広、園田武彦とともに「四男爵」と称され、自ら操縦桿を握るだけでなく機体の設計・製作まで行う先駆者の一人であった。帰国後は臨時軍用気球研究会の御用掛として、日本陸軍の操縦将校の教官となるが、徳川好敏大尉との軋轢もありこれを辞任する。その後、軍主導の航空開発に限界を感じた滋野は、民間からの航空発展を目指す活動に身を投じ、男爵磯部四郎ら有志と共に民間飛行研究グループを結成、その中心的な主唱者の一人となった。このグループは1913年（大正2年）3月に「帝国飛行協会」として正式に発足し、滋野は設立時の主要メンバーとして名を連ねた。しかし、1914年には再度渡仏して、パリ郊外のファルマン飛行学校に入学した。

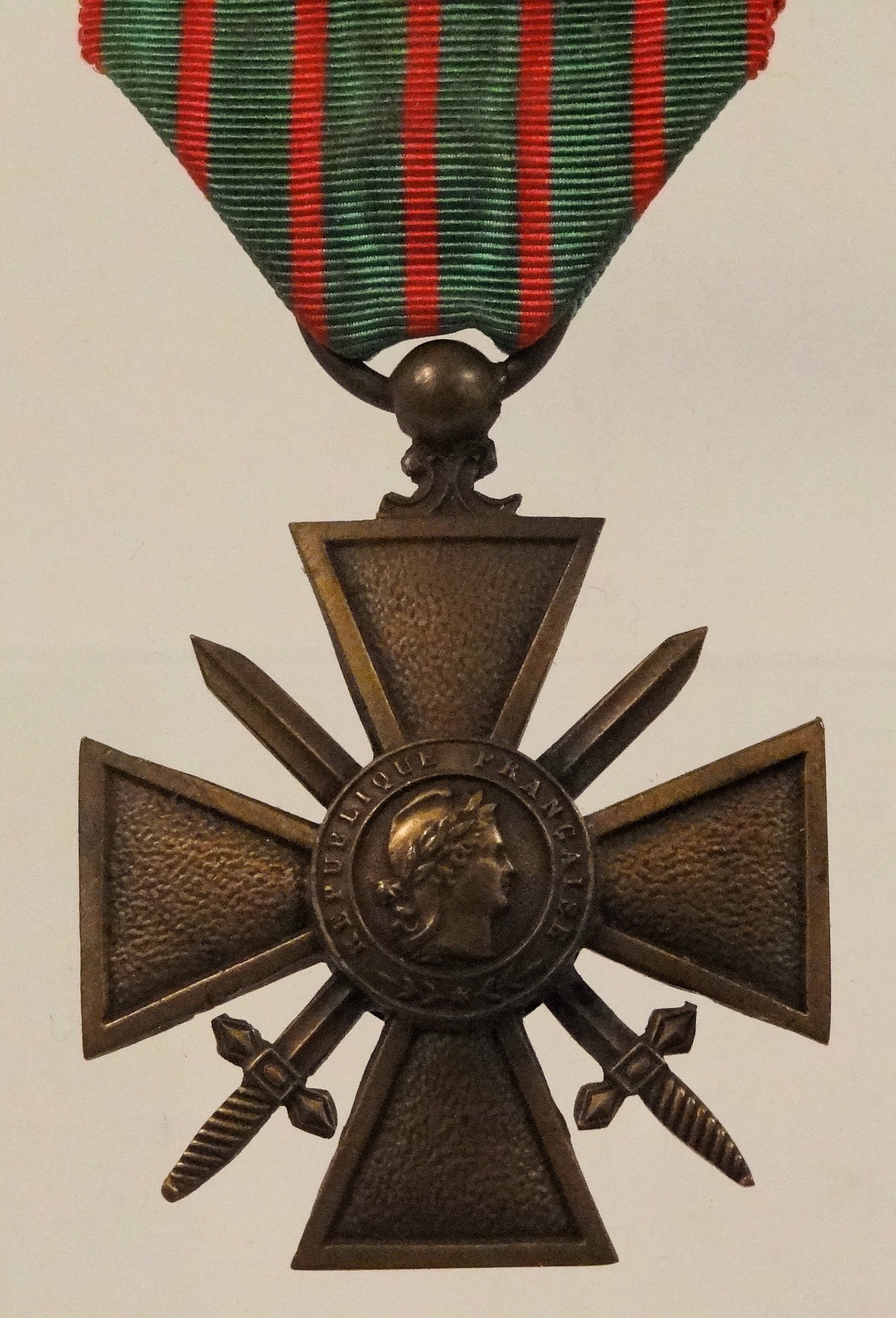
クロワ・ドゥ・ゲール勲章は1915年創設の戦功勲章

第一次世界大戦の開戦で、「フランスの自由のため」フランス陸軍航空隊に志願して陸軍飛行大尉に任命される（陸軍歩兵大尉飛行隊付き）。外人部隊第1連隊に入隊後、ポーの飛行学校に編入され、のち追撃隊に所属する。ジョルジュ・ギヌメールらトップエースを集めた「コウノトリ飛行大隊（エスカドリーユ・デ・シゴーニュ）」として知られる第12戦闘飛行群 (GC12) に配属され、N26中隊の操縦士としてスパッドVIIに搭乗した。得意とした超低空での敵陣攻撃で、地上部隊の脅威となる敵の気球や観測機を撃墜する任務など主に地上支援で活躍したが、それでも6機程度を撃墜し、この戦争で日本人唯一の、そして日本航空史上最初のエース・パイロットとなる。この戦功が認められ、1915年10月にレジオン・ドヌール勲章とクロワ・ドゥ・ゲール勲章を叙勲した。
滞仏中、戦争未亡人のフランス人ジャーヌ・エイマール（ジャンヌ、Jeanne Aimard）と恋に落ちて（入院先の看護婦とも、カフェのレジ係とも言われる）、1917年10月に結婚し同月病気療養のため飛行隊を離れ、モンテカルロに住んだ。1920年1月10日には妻を伴って帰国する。ジャンヌとの間に、ジャクリーヌ綾子（1918年 - 1921年）、滋野清鴻（ジャック清鴻、のちジャック滋野）、滋野清旭（ロジェ清旭、ドラム奏者で洋画家）の三子をもうける。帰国後は空中輸送の必要性を説いて航空事業の発足に寄与したが、成果をあげないうちに肺炎と腹膜炎のため死去した。享年42。夫の死後ジャンヌは日本でフランス語の家庭教師をしながら息子たちを育て、1968年に73歳で没した。
なお、飛行家となってからは音楽の演奏からは身を引いたが、大正2年（1913年）には、日本にオペラを定着させるために結成された「国民歌劇会」（森鷗外、与謝野鉄幹・晶子などを後援者とした）に賛助員として加わっている。

## 年譜
- 1882年	(0歳)	清武誕生
- 1896年	(14歳)	父・清彦死去
- 1898年	(16歳)	学習院中等科中退、広島陸軍幼年学校入学(のち中退)
- 1905年	(23歳)	東京音楽学校予科入学
- 1906年	(24歳)	エスペラントを学習[16]
- 1908年	(26歳)	和香子と結婚
- 1909年	(27歳)	長女・露子が誕生
- 1910年	(28歳)	和香子が結核により死亡、その後渡仏する
- 1911年	(29歳)	ジュビシー(Juvissy)飛行機学校入学、コードロン(Caudron)飛行機学校へ移る。和香鳥号設計(製作はフランス人航空技師シャルル・ルー[17])。イシー＝レ＝ムリノー飛行学校へ移る[17]。
- 1912年	(30歳)	万国飛行免状取得、帰国、臨時軍用気球研究会御用掛。シャルル・ルーにより第4回パリ航空ショーに和香鳥号出品[17]。
- 1913年	(31歳)	『通俗飛行機の話』上梓、御用掛を辞め大阪住吉に転居
- 1914年	(32歳)	再渡仏、フランス軍に志願しポー（Pau）陸軍飛行学校入校
- 1915年	(33歳)	アヴォール(Avor)駐在陸軍飛行学校入校、陸軍歩兵大尉任命、アヴォール飛行隊本営に移動。ブールジェ総予備隊付を経て、ランス近郊のV24中隊飛行大尉に任命。クロワードゲール勲章、レジョンドヌール勲章受勲
- 1916年	(34歳)	N12中隊転属ののち、N26鴻中隊へ転属
- 1917年	(35歳)	ソンム戦線に参加後、発熱により長期休養
- 1918年	(36歳)	守備隊のDCA442中隊へ転属。ジャンヌと再婚。終戦。綾子が誕生
- 1920年	(38歳)	ジャンヌ、綾子と共に帰国
- 1921年	(39歳)	綾子が脳膜炎により死去。視察のため再度渡仏する
- 1922年	(40歳)	帰国。長男・清鴻が誕生
- 1923年	(41歳)	次男・清旭が誕生
- 1924年	(42歳)	戦友ドワシーを大阪で歓迎。病没

特記以外はの付録による。

## 家族
- 父・滋野清彦は元長州藩士の陸軍中将。佐賀の乱・西南戦争の軍功により男爵を授かる。
- 姉の花子は陸軍少将・河野恒吉の妻。
- 妹の君子は赤坂病院院長・川上昌保の長男・淳の妻。
- 妹の幸子は農学者・益田律治の妻。
- 妹の足子は有馬組・森清右衛門の養子[18]となり、その後アメリカ帰りの実業家・葛原猪平に嫁いだ[19]。
- 弟の忠愨は酒井忠量（元松山藩士、東京物理学校数学教師）の養子となる。
- 前妻・和香子は清岡公張子爵の三女であり、長女の露子（1909年7月生）を産んだ翌年に病没。
- 後妻・ジャンヌ・エマール（1896-1968）はフランスで知り合った戦争未亡人で看護婦。
- 長男の滋野清鴻はジャンヌとの子供で、ジャック滋野の名でジャズピアニストとして活躍。三木鶏郎やジョージ川口と同じバンドで活動し、「和製カーメン・キャバレロ」の異名を持ったが、1989年に事故死した。
- 二男の滋野清旭もジャンヌとの子。ロジェ滋野と名乗るミュージシャンで、ジャズバンド「パップ・コーンズ」のドラマー。このバンドのリーダーにジェリー藤尾、バンジョー奏者に高木智之（後の高木ブー）、セカンドシンガーに仲本工事がいた[20]。ロジェはまたジャッキー吉川とブルー・コメッツの前身「ブルー・コメッツ」の結成者でもある。後には洋画家としても活動した。

## 家督相続を巡る内紛
清武の死後、親族間で男爵家の家督相続を巡る内紛が起きる。清武はジャンヌと結婚した際に宮内省にむけて願書を送ったものの、ジャンヌが外国人であることなどを理由に宮内省から許可が得られず、未入籍のまま死去していた。その結果、長男・清鴻、次男・清旭の親権者が法的に不在となり、ジャンヌと日本側親族（特に義兄の河野恒吉少将）の双方が親権をめぐって争った。一時は外務省や駐日フランス大使をも巻き込んだ騒動となり、また調停裁判を経たものの決着はつかず、義理の兄である朝日新聞軍事顧問の河野恒吉少将が人種差別的理由により強硬に、親戚一同が押捺する必要のある書類への押印を拒否したため、1928年4月6日、華族令第12条第2項の規定により襲爵権は消滅してしまった。

## 余談
- 学習院中等科に在学時、一年上の志賀直哉や有島生馬、松方義輔（松方正義の九男）から集団暴行を受けている。志賀は「人を殴つた話」と題する1956年の随筆の中で、清武を「兎に角、妙に人に好かれぬ男だつた」と評している。集団暴行を加えた理由は、華族女学校の正門前に立ち尽くしている事だったが、実際は滋野は妹たちの送り迎えをしているだけであった。（岩波書店『志賀直哉全集』第9巻、1999年、pp.351-354）
- 滋野と同じくコウノトリ部隊のエースだったジョルジュ・ペルティエ＝ドワシーがパリ―東京長距離飛行を成功させた時、滋野は中継地の大阪でフランス陸軍の士官服を着てドワシーを出迎えた。ドワシーは滋野が亡くなった際には、1924年10月20日付けのLe Petit Parisien紙に追悼文を寄稿した。

## 滋野が登場する作品
- 『エーデルワイスのパイロット』 （バンド・デシネ）…コウノトリ飛行大隊を題材とした作品。清武は主人公カスティヤック兄弟の同僚、友人として登場。ジャンヌとの恋愛についても触れられ、彼女は病院で知り合った看護婦だとされている。
- 『黒い鷲』（バロン吉元）…主人公が渡仏する際に船上で出会う軍人として登場、後に主人公が飛行学校に入学した際には教官を務める。